# Tachiramastax colombiae
Tachiramastax colombiae är en insektsart som först beskrevs av Marius Descamps 1974.  Tachiramastax colombiae ingår i släktet Tachiramastax och familjen Eumastacidae. Inga underarter finns listade i Catalogue of Life.